# Rondeel (Amsterdam)

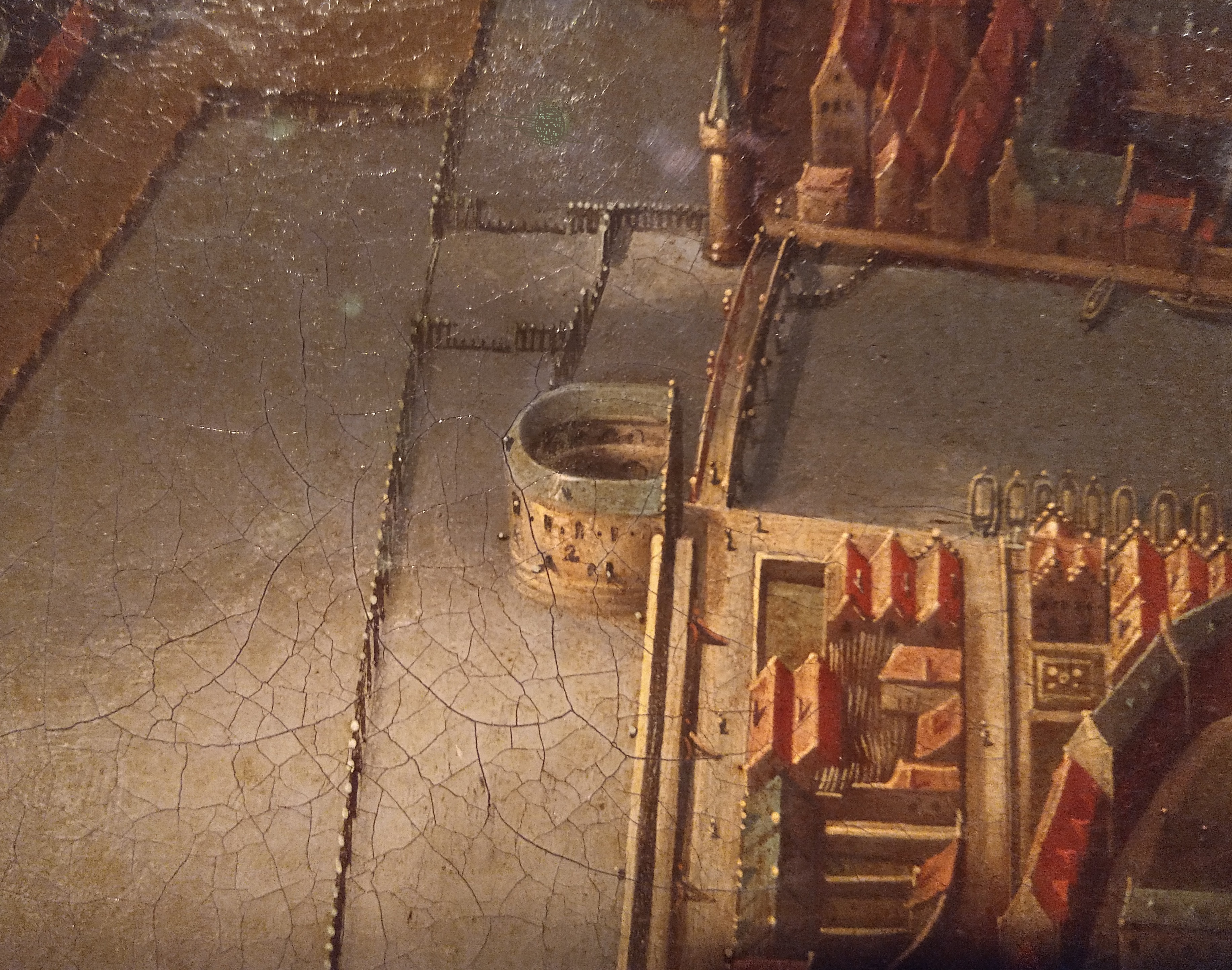
Het Rondeel rond 1540 (detail van een schilderij door Jan Christiaensz. Micker)

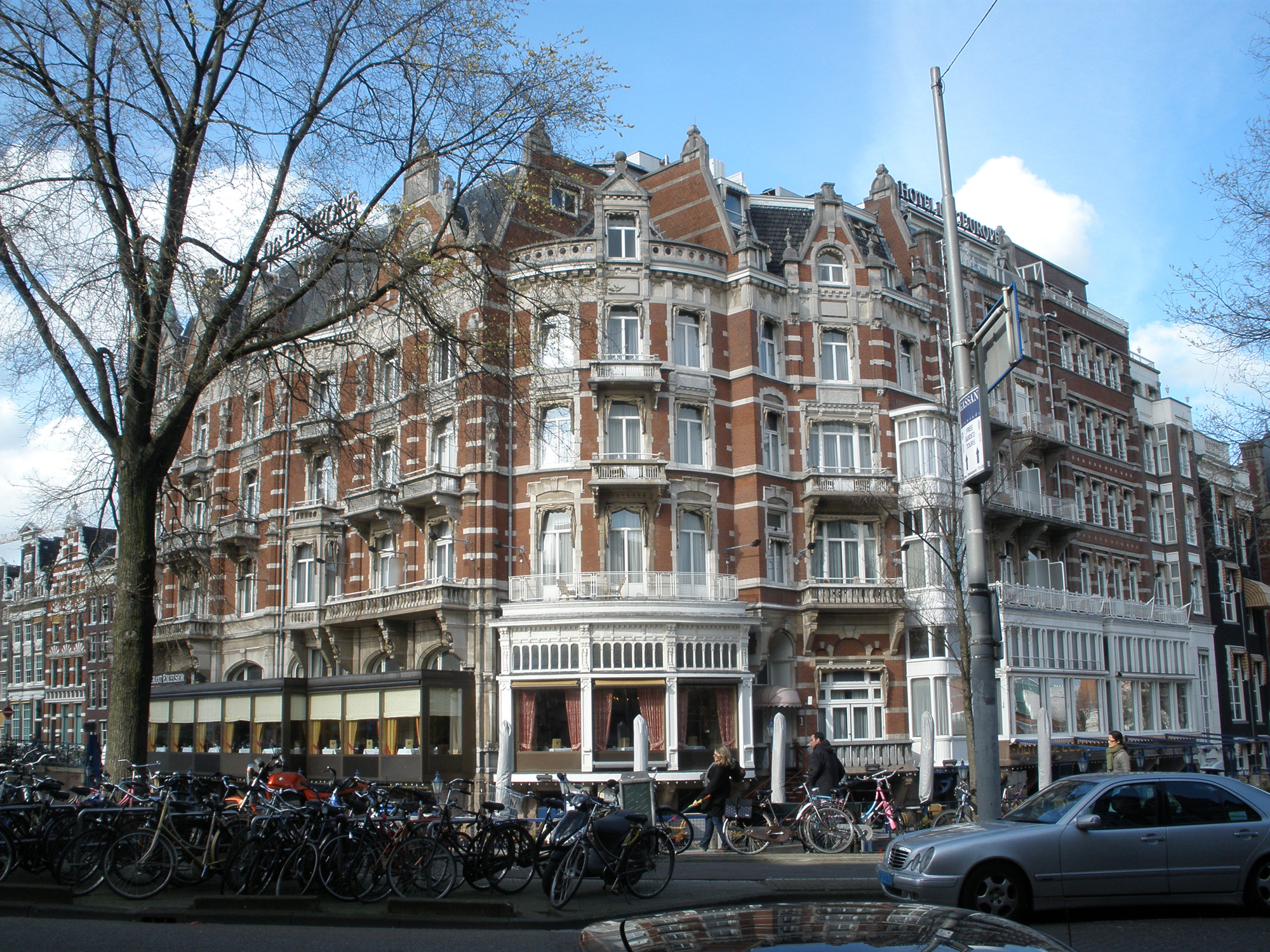
Het huidige Hotel de l'Europe, gezien vanaf de Amstel, op de plek waar het Rondeel vroeger stond

Het Rondeel was een bolwerk in de 15e-eeuwse stadsmuur van Amsterdam, op de huidige hoek Rokin / Nieuwe Doelenstraat, waar de Amstel de stad binnenstroomde. In de 17e eeuw werd dit torenfort gesloopt en vervangen door een herberg, ook Het Rondeel geheten. Deze werd op zijn beurt eind 19e eeuw vervangen door het huidige Hotel de l'Europe.
Rond 1480 werd op bevel van Maximiliaan van Oostenrijk begonnen met de bouw van een bakstenen stadsmuur rond Amsterdam. De muur moest de stad vooral beschermen tegen mogelijke aanvallen door Utrecht. De muur bevatte een aantal poorten, waltorens en een rondeel, een halfronde muurtoren zonder dak, met zwaar metselwerk.
Het Rondeel werd gebouwd aan de oostelijke oever van de Amstel. Het opgestelde geschut beheerste zo de toegang tot de stad vanaf de rivier. De halfronde vorm van het Rondeel vinden we nog steeds terug in de gevelwand van de Amstel op de plek van het huidige Hotel de l'Europe. Vanuit het Rondeel liep een stadswal naar de toren Swych Utrecht.
In 1593 werd het gebied tussen het Singel en de Herengracht bij de stad gevoegd en een nieuwe stadsmuur aangelegd, waardoor het Rondeel zijn functie verloor. De toren werd verkocht door de stad en werd in 1633 afgebroken. Op de fundamenten van de toren werd een logement (herberg) gebouwd die in 1638 werd geopend en Het Rondeel genoemd werd. De herberg werd in 1652 uitgebreid met een zijgevel in Renaissancestijl en in 1882 met een extra verdieping en nieuwe gevel aan de Amstel (in verband met de een jaar later gehouden wereldtentoonstelling).
In 1895 werd de herberg afgebroken om plaats te maken voor het Hotel de l'Europe, dat twee jaar later werd geopend. In dit vijfsterrenhotel bevindt zich nu een Rondeelzaal, vernoemd naar de oude toren en herberg.